# Distriktsrabbinat Schopfloch
Das Distriktsrabbinat Schopfloch entstand nach den Vorschriften des bayerischen Judenedikts von 1813 in Schopfloch, einer Marktgemeinde im westlichen Mittelfranken. 
Die Einrichtung des Distriktsrabbinates Schopfloch erfolgte jedoch erst 1841 durch Teilung des Distriktsrabbinats Ansbach, das nach dem Tod des Rabbiners Nathan Ehrlich 1872 aufgehoben und wieder mit Ansbach vereinigt wurde.

## Aufgaben
Die Aufgaben umfassten Beratungen über Schulangelegenheiten, die Verwaltung von Stiftungen und die Verteilung von Almosen. Zur Finanzierung der Distriktsrabbinate wurden Umlagen von den einzelnen jüdischen Gemeinden bezahlt.

## Gemeinden des Distriktsrabbinats
- Jüdische Gemeinde Feuchtwangen
- Jüdische Gemeinde Schopfloch
- Jüdische Gemeinde Wittelshofen

## Distriktsrabbiner
- 1841 bis 1872: Nathan Ehrlich (* 12. April 1807 in Schopfloch; gest. 19. Mai 1872 ebenda)